# Pellenes purcelli
Pellenes purcelli es una especie de araña saltarina del género Pellenes, familia Salticidae. Fue descrita científicamente por Lessert en 1915.
Habita en Uganda.